# تطبيق (رياضيات)

أحد أنواع التطبيقات هو دالة، كما هو الحال في رفق أي من الأشكال الأربعة الملونة في X بلونها في Y

في معظم مجالات الرياضيات، غالبًا ما يستعمل مصطلح تطبيق أو تحويل (بالإنجليزية: Map)‏ مرادفا لمصطلح دالة رياضية، ولكنها قد يشير أيضًا إلى بعض التعميمات.
قد تكون التطبيقات إما دوال أو مشاكلات، على الرغم من أن المصطلحات تشترك في بعض التداخل. يمكن استخدام مصطلح «تطبيق» لتمييز بعض أنواع الدوال الخاصة ، مثل التشاكل. على سبيل المثال، التحويل الخطي هي تشاكل الفضاءات المتجهية، في حين أن مصطلح الدالة الخطية قد يكون له هذا المعنى بالإضافة إلى معنى آخر. في نظرية الأصناف، تحويل قد يشير إلى مشاكلة، وهو تعميم لفكرة الدالة. هناك أيضًا بعض الاستخدامات الأقل شيوعًا في المنطق ونظرية المخططات.